# Sphinx franckii
Espèce
Sphinx franckii est une espèce de lépidoptères (papillons) de la famille des Sphingidae, de la sous-famille des Sphinginae et de la tribu des Sphingini.

## Description
Les marges extérieures des ailes antérieures sont légèrement concaves chez le mâle, mais pas chez la femelle. La moitié costale de la face dorsale des ailes antérieures est grise, la partie postérieure est d'un brun jaunâtre ; la frontière entre ces deux zones est marquée par une série de stries diagonales sombres.

## Répartition et habitat
Habitat
Vole dans les forêts à feuilles caduques des plaines dans l'est des États-Unis.
Répartition
De l'État de New York au nord de la Floride, et à l'est jusqu'au Missouri et à la Louisiane.

## Biologie
Les adultes sont univoltins dans le nord, et volent de la fin de juin au début juillet. Plus au sud, il se peut qu'il y ait une deuxième couvée en août-septembre. Les chenilles se nourrissent sur les espèces du genre Fraxinus.

## Systématique
L'espèce Sphinx franckii a été décrite par le naturaliste allemand Berthold Neumoegen en 1893. La localité type est Kansas City, Missouri.